# Mokelumneaquaduct

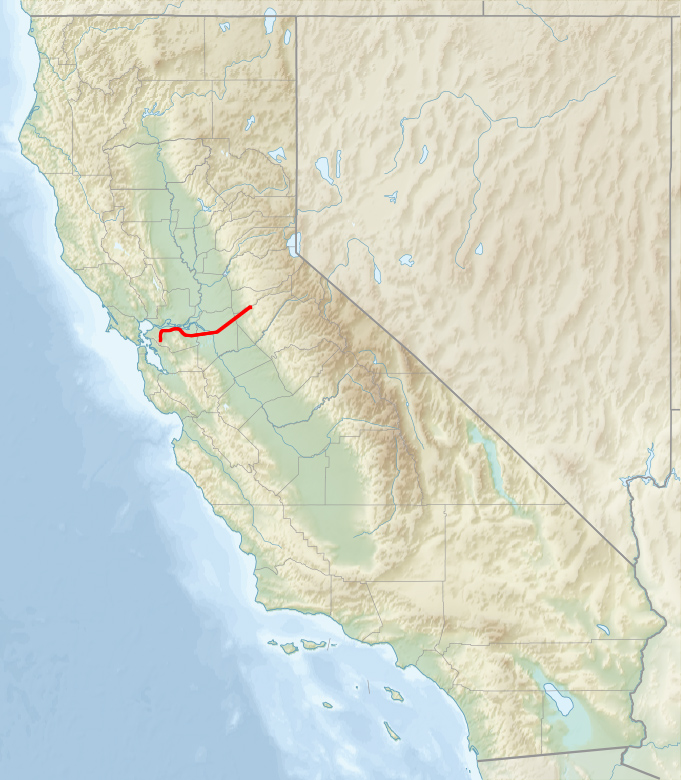
Kaart van het Mokelumneaquaduct in Californië

Het Mokelumneaquaduct (Engels: Mokelumne Aqueduct) is een 153 kilometer lange waterleiding in de Amerikaanse staat Californië. Ze vervoert water uit de Mokelumne, opgevangen in het Pardee Reservoir in de foothills van de Sierra Nevada, naar de dichtbevolkte San Francisco Bay Area. De dammen, stuwmeren, waterleidingen, energiecentrales en waterzuiveringsinstallaties worden beheerd door de East Bay Municipal Utility District (EBMUD). Het Mokelumnesysteem is de enige bron van leidingwater voor zo'n 1,4 miljoen inwoners van de East Bay en staat in voor 90% van het water dat EBMUD gebruikt. In 1929 werden de Pardee Dam en een eerste waterleiding opgeleverd; in 1949 kwam er een tweede leiding bij en in 1963 een derde. Samen hebben ze een capaciteit van 20 m³ per seconde.